# Liga Sufragista de Actrices

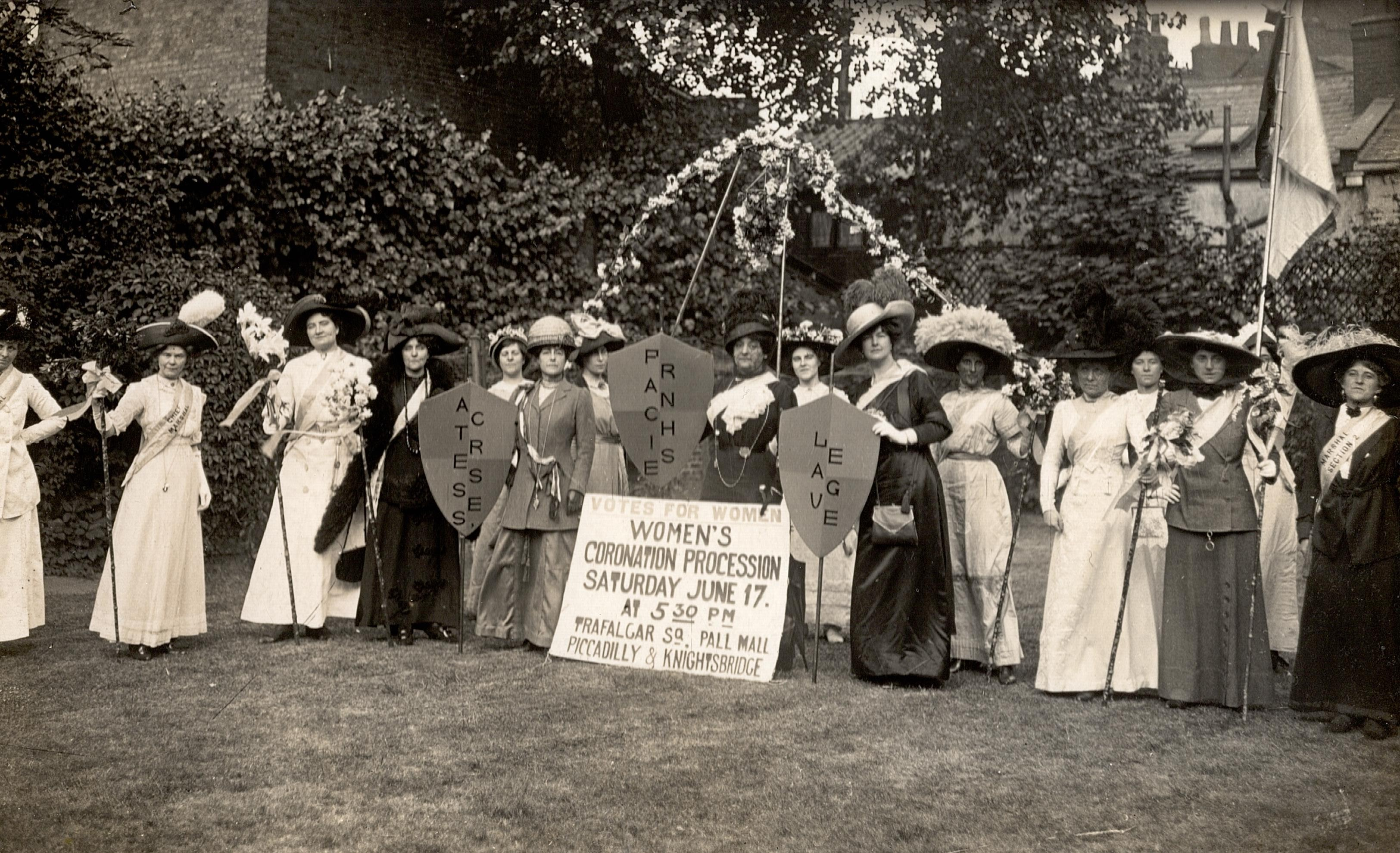
Miembros de la Liga Sufragista de Actrices en la procesión de coronación de mujeres el 17 de junio de 1911

La Actresses' Franchise League (AFL) (en español: Liga Sufragista de Actrices) fue una organización sufragista formada por actrices principalmente activa en Inglaterra. Fue fundada en 1908 por Adeline Bourne, Sime Seruya, Gertrude Elliott y Winifred Mayo. 

## Fundación
En 1908,  Adeline Bourne, Sime Seruya, Gertrude Elliott y Winifred Mayo fundaron la Actresses' Franchise League. La primera reunión en el Criterion Restaurant de Picadilly en Londres fue liderada por Gertrude Forbes-Robertson y participaron en ella casi cuatrocientas actrices incluidas muchas "grandes damas" del teatro como  Sybil Thorndike, Italia Conti, Inez Bensusan, Madge Kendal, Gertrude Elliott, Ellen Terry, Lillah McCarthy, Decima Moore, Cicely Hamilton, Beatrice Forbes-Robertson Hale, Christabel Marshall, Lena Ashwell, Edith Craig, Janette Steer, y Lillie Langtry .
La AFL organizó varias actuaciones para crear conciencia sobre el movimiento de sufragio femenino, y Winifred Mayo también ayudó a capacitar a las mujeres para hablar en público y actuar. La AFL también aconsejó a otras sufragistas en maquillaje y disfraces "que permitieron a muchas mujeres" huir "de la policía disfrazarse con éxito y eludir su captura".
El grupo apoyaba y participaba en las reuniones de propaganda, vendía literatura sufragista, se implicaba en convencer a los miembros de la profesión teatral de la necesidad del apoyo al voto de las mujeres pero solo las actrices eran elegidas para el comité ejecutivo. En 1913 pertenecían a la  AFL  900 personas,  había un grupo de hombres afiliados y más de 100 patrocinadores. 
La Liga fue  estrictamente neutral con respecto las estrategias de Millicent Fawcett o las tácticas más violentas de Emmeline Pankhurst y la  Women's Social and Political Union, WSPO las sufrragettes. Sin embargo, hubo algunas de sus miembros, entre ellas una de sus fundadoras, Winifred Mayo, también formaban parte de sociedades militantes como la Women's Freedom League y fueron arrestadas y encarceladas por acciones militantes.

## Actividades
La AFL tenía medios muy específicos para lograr sus objetivos. Estos se delinearon en su primer informe anual como i) Reuniones de propaganda, ii) Venta de literatura, iii) Propaganda, iv) Conferencias. Se vendió literatura, incluyendo obras de teatro y bocetos de escritores pro sufragistas, en todos los eventos de la AFL. La AFL a menudo colaboró con otros grupos de sufragio, particularmente la Women Writers' Suffrage Liga de Sufragio de Escritoras. Los escritores y dramaturgos de este grupo, como Cicely Hamilton, proporcionaron muchas de las obras de teatro y parodias realizadas por la AFL. Los dos grupos compartieron muchos de los mismos miembros. La AFL actuó en la Exposición de Sufragio de Mujeres de WSPU en 1909 y luego en la Feria y Festival de Navidad de WSPU en 1911. 

## Legado
Los documentos de la Liga Sufragista de Actrices están en la Biblioteca de Mujeres de Londres en LSE. El Museo de Londres tiene una gran pancarta de la AFL en su colección. Muchas de las obras creadas para la representación de la AFL se han reimpreso desde la década de 1980, la más reciente por la Dra. Naomi Paxton en dos antologías con Methuen Drama en 2013 y 2018
Desde octubre de 2018 hasta enero de 2019 se presentó una exposición en el Teatro Nacional de Londres sobre la organización y la Liga Sufragista de Mujeres Escritoras (Women Writers’ Suffrage League (WWSL)) denominada "Dramatic Progress: Votes for Women and the Edwardian Stage" sobre como ayudaron con sus ideas y su propio lenguaje a la lucha de las mujeres.